# Photostylus pycnopterus
Photostylus pycnopterus är en fiskart som beskrevs av Beebe, 1933. Photostylus pycnopterus ingår i släktet Photostylus och familjen Alepocephalidae. Inga underarter finns listade i Catalogue of Life.